# Ferdinand Vandeveer Hayden

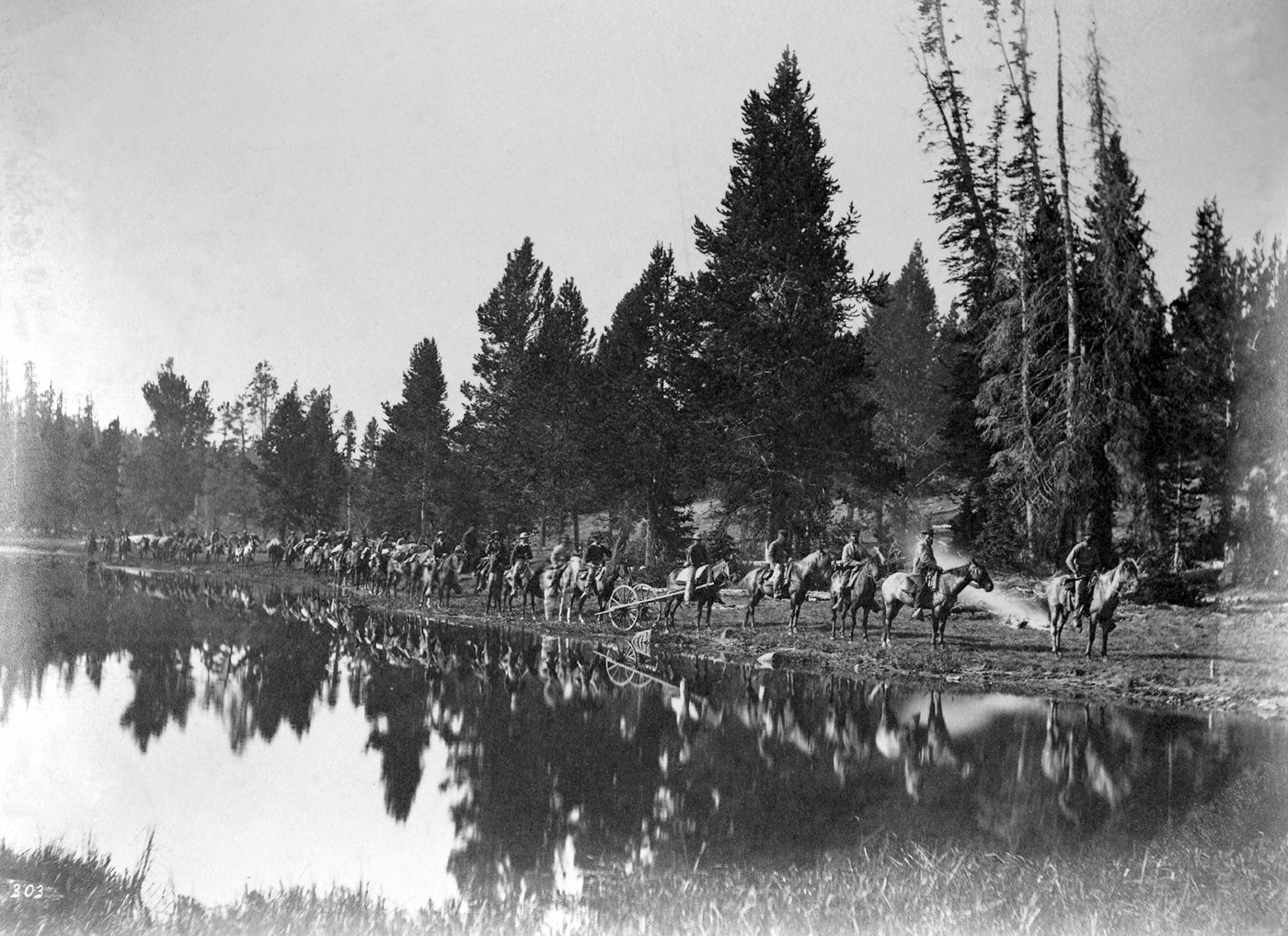
El "Servicio Geológico de EE. UU. y el "Servicio Geofísico de los Territorios, guiados por Hayden, entre los ríos Yellowstone y East Fork.

Ferdinand Vandeveer Hayden (Westfield (Massachusetts), 7 de septiembre de 1829 — Filadelfia, 22 de diciembre de 1887) fue un geólogo estadounidense célebre por haber participado en varias expediciones de exploración de las Montañas Rocosas, a finales del siglo XIX.

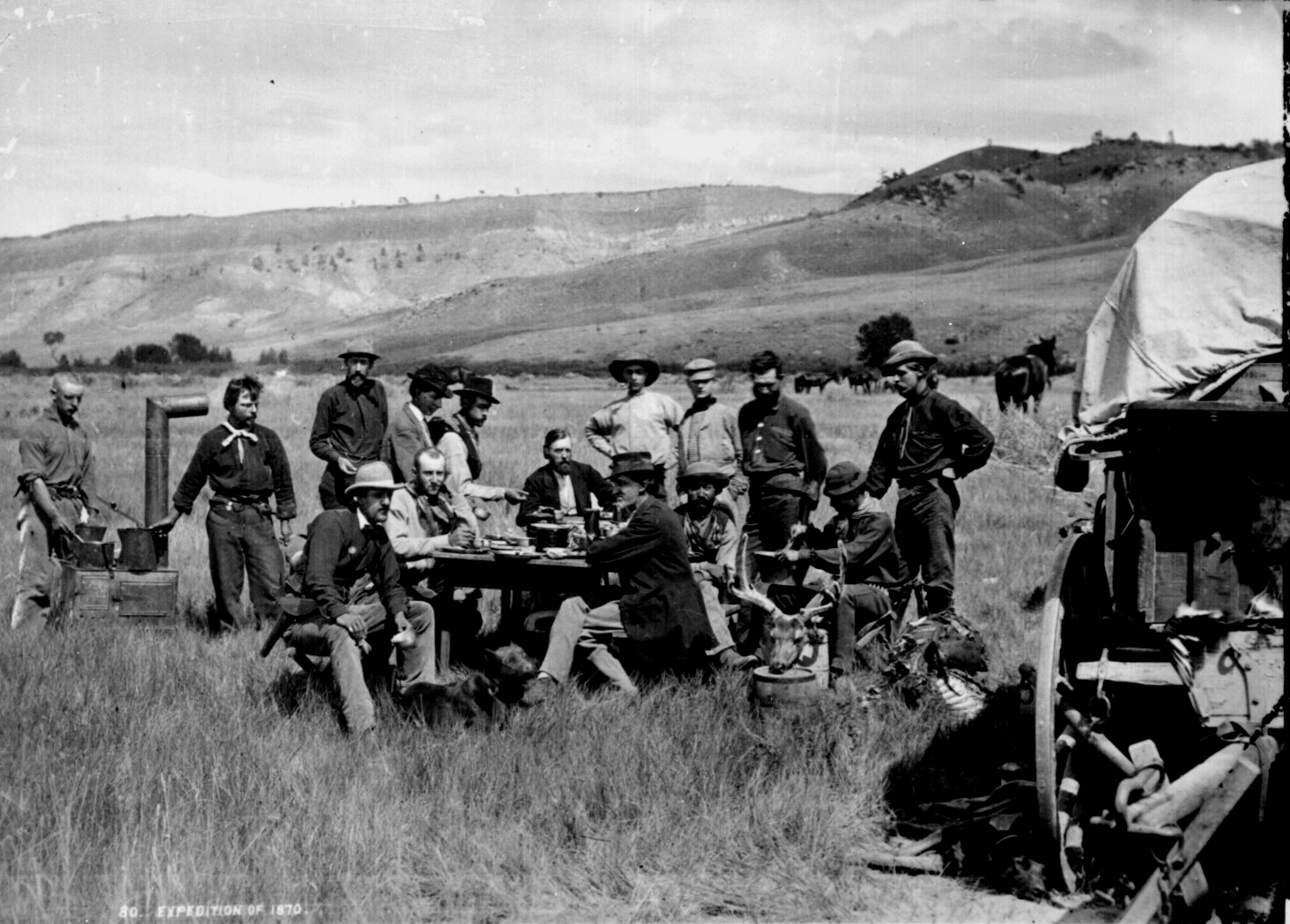
Refacción en medio del campo, del Servicio Geológico de EE. UU. Red Buttes, Wyoming, 24 de agosto de 1870. Hayden está al fondo de la mesa; vestido con una chaqueta oscura.

Nació en Westfield, Massachusetts y siguió sus estudios en el "Colegio Oberlin", y luego en el "Colegio Médico de Albany". Bajo la influencia del paleontólogo y geólogo James Hall, participó en una expedición a Nebraska. 
En 1856 y 1857, Hayden acompañó las expediciones de exploración dirigidas por el tenienteGouverneur K. Warren y en 1859, la expedición Raynolds (1859-1860) dirigida por el capitán  William F. Raynolds, ambos ingenieros topógrafos. Uno de los resultados de estas expedificones fue su Geological Report of the Exploration of the Yellowstone and Missouri Rivers in 1859–1860 (1869).
Durante la Guerra de Secesión, trabajó como cirujano en el ejército, y se convirtió en oficial médico en jefe del Ejército de Shenandoah. Luego del conflicto, en 1867, fue designado geólogo a cargo del Servicio Geológico y Geográfico de los Territorios de EE. UU. Tras doce años, publicó sus descubrimientos de historia natural, en el Geological & Geographical Atlas of Colorado, 1877. 
En 1872, Hayden jugó un rol determinante para convencer al Congreso de los Estados Unidos de declarar la región de Yellowstone como parque nacional, con la ayuda de las fotografías de William Henry Jackson. 
Falleció en Filadelfia el 22 de diciembre de 1887. 

## Otras publicaciones
- Sun Pictures of Rocky Mountain Scenery, 1870
- The Yellowstone National Park, ilustrada por Thomas Moran, 1876
- The Great West: its Attractions and Resources, 1880

## Honores
La ciudad de Hayden (Colorado), en el valle del río Yampa fue bautizada en su honor.
Una serpiente, Thamnophis radix haydenii fue nombrada por Robert Kennicott en 1860 